# Ҁ (слово ћирилице)
Ҁ ҁ (Ҁ ҁ; курзив: Ҁ ҁ) је архаични словни број ћириличног писма. Зове се копа. Његов облик (и савремени назив) потиче од грчког слова Коппа (Ϙ ϙ).
Копа је коришћена као нумерички знак за број у најстаријим ћириличним рукописима, представљајући вредност 90 (баш као што је то чинио њен грчки предак).  Релативно рано је замењено ћириличним словом Че (Ч ч), које је сличног изгледа и првобитно није имало бројчану вредност.  Изоловани примери Ч који се користи као број налазе се у источнословенским и јужнословенским областима већ у XI веку, иако је копа наставила да се редовно користи у XVI веку.  У неким варијантама западне ћирилице, међутим, копа је задржана, а Ч је коришћен са вредношћу 60, замењујући ћирилично слово кси (Ѯ ѯ)
Ћирилична копа никада није имала фонетску вредност и никада није коришћена као писмо ни у једном националном језику користећи ћирилицу. Међутим, поједини савремени уџбеници и речници старословенског језика убацују овај знак међу остала слова ране ћирилице, или између П и Р (да би се репродуковао грчки алфабетски ред) или на самом крају листе.

## Рачунарски кодови
| Знак                      | Ҁ                             | Ҁ                             | ҁ                           | ҁ                           |
| ------------------------- | ----------------------------- | ----------------------------- | --------------------------- | --------------------------- |
| Назив у Уникоду           | CYRILLIC CAPITAL LETTER KOPPA | CYRILLIC CAPITAL LETTER KOPPA | CYRILLIC SMALL LETTER KOPPA | CYRILLIC SMALL LETTER KOPPA |
| Врста кодирања            | децимална                     | хексадецимална                | децимална                   | хексадецимална              |
| Уникод                    | 1152                          | U+0480                        | 1153                        | U+0481                      |
| UTF-8                     | 210 128                       | D2 80                         | 210 129                     | D2 81                       |
| Нумеричка референца знака | &#1152;                       | &#x480;                       | &#1153;                     | &#x481;                     |